# Aciphylla latibracteata
Aciphylla latibracteata är en flockblommig växtart som beskrevs av Walter Reginald Brook Oliver. Aciphylla latibracteata ingår i släktet Aciphylla och familjen flockblommiga växter. Inga underarter finns listade i Catalogue of Life.